# Richard Eyre
Sir Richard Charles Hastings Eyre, CH, CBE (* 28. März 1943 in Barnstaple, Devon, England) ist ein britischer Theater- und Filmregisseur und Schriftsteller. Eyre zählt heute zu den wichtigsten Theaterregisseuren in Großbritannien, der für seine über 100 Inszenierungen auch vielfach ausgezeichnet wurde. Neben seiner Bühnentätigkeit drehte er auch Fernsehfilme für die BBC und einige Spielfilme.

## Leben und Werk
Eyre wurde in Barnstaple, einer Stadt im Südwesten Englands geboren. Nach seinem Studium in Cambridge wirkte er zunächst als stellvertretender Theaterregisseur, ehe ihm 1965 seine erste Theaterregie in Leicester angeboten wurde. Es folgte eine Berufung zum Theaterleiter des Royal Lyceum Theatre in Edinburgh. Von 1973 bis 1978 war er künstlerischer Leiter am Nottingham Playhouse und arbeitete außerdem als Produzent und Filmregisseur für die BBC.
Von 1988 bis 1997 war er Künstlerischer Direktor des National Theatre, dem späteren Royal National Theatre, in London. Unter seiner Leitung erlebte die Spielstätte eine Blütezeit, die mit unzähligen Auszeichnungen prämiert wurde. Eyre inszenierte während dieser Zeit selbst 27 Stücke und veröffentlichte mehrere Theaterbücher, wie „Utopia and Other Places“ (1993), „Changing Stages“ (2000) und „National Service“ (2003). 1992 wurde er als Commander in den Order of the British Empire aufgenommen und 1997 als Knight Bachelor zum Ritter geschlagen. Im Zuge der New Year Honours 2017 wurde Eyre von der britischen Königin als Companion of Honour geehrt.
Richard Eyre ist mit der Fernsehproduzentin Sue Birtwistle verheiratet.

## Filmografie
- 1984: Eine lockere Beziehung (Loose connections)
- 1984: Gänsemarsch (Laughter house)
- 1986: Der Versicherungsbeamte Dr. K (The insurance man)
- 1988: Der Dank des Vaterlandes (Tumbledown)
- 2001: Iris
- 2004: Stage Beauty
- 2006: Tagebuch eines Skandals (Notes on a Scandal)
- 2008: Der Andere (The Other Man)
- 2012: Henry IV (Fernsehmehrteiler)
- 2017: Kindeswohl (The Children Act)
- 2018: King Lear

## Belege
1. ↑  New Year Honours 2017: Anna Wintour, Ken Dodd and Ray Davies on list, BBC vom 30. Dezember 2016, abgerufen am 13. Januar 2017

| Personendaten    | Personendaten                                         |
| ---------------- | ----------------------------------------------------- |
| NAME             | Eyre, Richard                                         |
| ALTERNATIVNAMEN  | Eyre, Richard Charles Hastings (vollständiger Name)   |
| KURZBESCHREIBUNG | britischer Theater- und Filmregisseur, Schriftsteller |
| GEBURTSDATUM     | 28. März 1943                                         |
| GEBURTSORT       | Barnstaple, Devon, England                            |